# かすみがうらマラソン
かすみがうらマラソン（Kasumigaura Marathon）は、茨城県土浦市・かすみがうら市で開かれている、市民マラソン大会である。
2010年までは参加者数が日本で3番目に多く「日本三大市民マラソン」の1つとされていた。

## 沿革
第1回は1991年1月21日に土浦市市制施行50周年を記念し、「第25回土浦ロードレース大会」と併催。
第5回大会（1995年）では「全国盲人マラソン大会」を併催し、第6回（1996年）からは「世界盲人マラソン大会」（後の「国際盲人マラソンかすみがうら大会」）との併催となっている。
第19回大会（2009年）では、車いす（フルマラソン）のデモレースを行い、第20回記念大会（2010年）は車いすの部を新設。
第21回大会（2011年）は東日本大震災の影響で中止。
第30回大会（2020年）と第31回大会（2021年）は新型コロナウイルス感染症拡大防止対策の要請並びに感染拡大の状況を勘案し、中止。

## 大会要項
- 主催
かすみがうらマラソン大会実行委員会、土浦市、かすみがうら市、日本盲人マラソン協会、日本パラスポーツ協会、日本パラリンピック委員会、茨城陸上競技協会、土浦市社会福祉協議会、かすみがうら市社会福祉協議会、毎日新聞社、スポーツニッポン新聞社
- 主管
茨城陸上競技協会
- 後援
観光庁、茨城県、茨城県教育委員会、土浦市医師会、土浦商工会議所、かすみがうら市商工会、土浦市観光協会、かすみがうら市観光協会、茨城県高等学校体育連盟、国土交通省霞ヶ浦河川事務所、霞ヶ浦漁業協同組合、土浦市地区長連合会、かすみがうら市区長会、霞ヶ浦北浦水産加工業協同組合・かすみがうら市支部、LuckyFM茨城放送、茨城県南部毎日会、JTBコーポレートセールス

## 種目
- フルコース（42.195km）
- 10マイルコース
- 5kmコース
- ウォーキングコース

## コース
- フルマラソン： 川口運動公園（スタート） → コカ・コーライーストジャパン 茨城工場 → 茨城県立土浦湖北高等学校 → コメリ出島店 → 歩崎森林公園 → 沖宿町構造改善センター → 手野町南交差点付近（土浦バイパスをわずかに東進して折り返し） → 川口運動公園陸上競技場（ゴール）

前半が台地状、後半が湖岸近くであり、それぞれの領域には高低差がほとんどなく、目立った坂は台地への上り下りの20mほどである。
- 10マイル： 川口運動公園（スタート） → おおつ野団地入口（折り返し） → 沖宿町（折り返し） → 川口運動公園陸上競技場（ゴール）
- 5km： 川口運動公園（スタート） → 手野町（折り返し） → 川口運動公園陸上競技場（ゴール）
- ウォーキング19km： 歩﨑森林公園（スタート） → 川口運動公園（ゴール）

## 優勝者
|    | 開催日        | 男子                                       | 記録                                       | 女子                                       | 記録                                       |
| -- | ------------- | ------------------------------------------ | ------------------------------------------ | ------------------------------------------ | ------------------------------------------ |
| 1  | 1991年1月21日 | 横田英生                                   | 2時間22分02秒                              | 井出雅子                                   | 2時間52分32秒                              |
| 2  | 1992年1月19日 | 阿部悦男                                   | 2時間31分14秒                              | 相馬祐貴子                                 | 2時間45分48秒                              |
| 3  | 1993年1月17日 | 小松丘育                                   | 2時間22分29秒                              | 中尾絵里子                                 | 2時間52分47秒                              |
| 4  | 1994年1月16日 | 佐藤知彦                                   | 2時間22分26秒                              | 宮田操                                     | 2時間49分41秒                              |
| 5  | 1995年1月16日 | 山本泰明                                   | 2時間22分05秒                              | 柏崎朋子                                   | 2時間55分05秒                              |
| 6  | 1996年4月21日 | 山本泰明                                   | 2時間20分55秒                              | 堀江智子                                   | 2時間48分04秒                              |
| 7  | 1997年4月20日 | 鈴木浩一                                   | 2時間18分33秒                              | 川合光                                     | 2時間42分17秒                              |
| 8  | 1998年4月19日 | 仙内勇                                     | 2時間20分37秒                              | 工藤理恵                                   | 2時間57分17秒                              |
| 9  | 1999年4月18日 | 山本恭則                                   | 2時間27分19秒                              | 菅原朋子                                   | 2時間54分58秒                              |
| 10 | 2000年4月16日 | 森崎進也                                   | 2時間19分35秒                              | 我妻保子                                   | 2時間58分12秒                              |
| 11 | 2001年4月15日 | 間野敏男                                   | 2時間20分46秒                              | 翔ひろこ                                   | 2時間55分30秒                              |
| 12 | 2002年4月21日 | 押切章宏                                   | 2時間17分47秒                              | 翔ひろこ                                   | 2時間56分53秒                              |
| 13 | 2003年4月13日 | 森下慶一郎                                 | 2時間23分57秒                              | 奥野たまき                                 | 2時間46分17秒                              |
| 14 | 2004年4月18日 | 佐々勤                                     | 2時間23分41秒                              | 田中光                                     | 2時間51分49秒                              |
| 15 | 2005年4月17日 | 小貫克彦                                   | 2時間33分00秒                              | 翔ひろこ                                   | 2時間50分27秒                              |
| 16 | 2006年4月16日 | 岩山海渡                                   | 2時間25分10秒                              | 宇根由美子                                 | 2時間50分25秒                              |
| 17 | 2007年4月15日 | 宮川浩太                                   | 2時間23分53秒                              | 川越真紀子                                 | 2時間50分34秒                              |
| 18 | 2008年4月20日 | 藪下大雄                                   | 2時間25分40秒                              | 田辺美代                                   | 2時間52分34秒                              |
| 19 | 2009年4月19日 | 宮川浩太                                   | 2時間26分02秒                              | 古家雅恵                                   | 2時間59分33秒                              |
| 20 | 2010年4月18日 | 平田繁聡                                   | 2時間23分52秒                              | 藤澤舞                                     | 2時間52分54秒                              |
| 21 | 2011年4月17日 | 東日本大震災の影響により中止               | 東日本大震災の影響により中止               | 東日本大震災の影響により中止               | 東日本大震災の影響により中止               |
| 22 | 2012年4月15日 | 川内優輝                                   | 2時間22分38秒                              | 田村幸江                                   | 2時間49分00秒                              |
| 23 | 2013年4月21日 | 川村貴洋                                   | 2時間24分05秒                              | 高田佐知恵                                 | 2時間54分24秒                              |
| 24 | 2014年4月20日 | 長谷川淳                                   | 2時間14分20秒                              | 佐藤由美                                   | 2時間53分29秒                              |
| 25 | 2015年4月19日 | 早坂光司                                   | 2時間20分19秒                              | 石橋早希江                                 | 2時間41分27秒                              |
| 26 | 2016年4月17日 | 行葉竹彦                                   | 2時間26分56秒                              | 田村幸江                                   | 2時間53分57秒                              |
| 27 | 2017年4月16日 | 牧野冴希                                   | 2時間23分25秒                              | 水清田有紀                                 | 2時間51分43秒                              |
| 28 | 2018年4月15日 | 渡邉清紘                                   | 2時間23分05秒                              | 藤澤舞                                     | 2時間45分54秒                              |
| 29 | 2019年4月14日 | 上條記男                                   | 2時間24分26秒                              | 藤澤舞                                     | 2時間46分39秒                              |
| 30 | 2020年4月19日 | 新型コロナウイルス感染拡大の影響により中止 | 新型コロナウイルス感染拡大の影響により中止 | 新型コロナウイルス感染拡大の影響により中止 | 新型コロナウイルス感染拡大の影響により中止 |
| 31 | 2021年4月18日 | 新型コロナウイルス感染拡大の影響により中止 | 新型コロナウイルス感染拡大の影響により中止 | 新型コロナウイルス感染拡大の影響により中止 | 新型コロナウイルス感染拡大の影響により中止 |
| 32 | 2022年4月17日 | 元永好多朗                                 | 2時間17分06秒                              | 藤澤舞                                     | 2時間43分57秒                              |
| 33 | 2023年4月16日 | ガンドゥ・ベンジャミン                     | 2時間14分56秒                              | 松村幸栄                                   | 2時間39分17秒                              |
| 34 | 2024年4月21日 | ガンドゥ ベンジャミン デゴワ               | 2時間16分19秒                              | 松村幸栄                                   | 2時間42分20秒                              |

## 備考
- 2007年9月20日、TBSで放送されたドラマ『マラソン』において、主人公が目標とする大会として登場し、大会当日の映像も使用されている。